# 王淮 (宋朝丞相)
王淮（1126年—1189年9月23日），字季海，婺州金華（今屬浙江）人。

## 生平
紹興十五年（1145年）進士，調台州臨海尉。隆興二年（1164年），爲福建轉運副使。淳熙二年（1175年）簽書樞密院事，累遷右丞相兼樞密使。淳熙九年（1182年），左丞相。與唐仲友同里，且有戚誼，唐的弟妻是王的胞妹。王淮荐任朱熹提举两浙东路常平茶盐公事。淳熙十五年（1188年）五月罷左丞相。淳熙十六年八月十二日（1189年9月23日）卒。謚文定。